# Циклотронен радиус
Циклотронен радиус (също известен като жирорадиус или радиус на Лармор) се нарича радиусът на движението по окръжност на заредена частица в хомогенно магнитно поле.
{\displaystyle r_{g}={\frac {mv_{\perp }}{|q|B}}}
където
- {\displaystyle r_{g}\ } е циклотронният радиус,
- {\displaystyle m\ } е масата на заредената частица,
- {\displaystyle v_{\perp }} е компонентата на скоростта, перпендикулярна на посоката на магнитното поле,
- {\displaystyle q\ } е заряда на частицата, и
- {\displaystyle B\ } е постоянното магнитно поле.

Честотата на това движение по окръжност се нарича циклотронна честота (жирочестота):
{\displaystyle \nu ={\frac {qB}{2\pi m}}}

## Извеждане
При движението си в магнитно поле заредената частица изпитва Лоренцова сила определена като:
{\displaystyle {\vec {F}}=q({\vec {v}}\times {\vec {B}})}
където {\displaystyle {\vec {v}}} е вектора на скоростта, {\displaystyle {\vec {B}}} е векторът на магнитното поле (магнитна индукция или плътност на магнитния поток), и {\displaystyle q} е електрическия заряд на частицата.
Поради векторното произведение в дясната част на уравнението, силата на Лоренц е винаги перпендикулярна на посоката на движение, причинявайки частицата да се движи по окръжност. Радиусът на тази окръжност {\displaystyle r_{g}} може да се определи чрез приравняването на стойността на Лоренцовата сила към тази на центробежната сила:
{\displaystyle {\frac {mv_{\perp }^{2}}{r_{g}}}=qv_{\perp }B}
където
{\displaystyle m} е масата на частицата,
{\displaystyle v_{\perp }} е компонентата на скоростта перпендикулярна на посоката на магнитното поле, и
{\displaystyle B} е магнитната индукция.
Така за циклотронния радиус {\displaystyle r_{g}} се получава:
{\displaystyle r_{g}={\frac {mv_{\perp }}{qB}}}
Циклотронният радиус е правопропорционален на масата и скоростта на частицата и обратнопропорционален на заряда на последната и магнитното поле.